# Замок Фосдиново
Замок Фосдиново (итал. Castello di Fosdinovo) находится в Италии. Расположен в городе Фосдиново, провинция Масса-Каррара, регион Тоскана.
Замок был построен в XI веке. Сохранились документы, которые сообщают, что в 1124 году Фосдиново принадлежал семейству Эрберия, вассалам епископа Луни. В 1317 году замок захватил маркиз Спинетта Маласпина, а вскоре после этого Фосдиново был осажден и захвачен кондотьером Каструччо Кастракани, синьором Лукки, и его армией, которая состояла из 1000 рыцарей и 6000 рядовых воинов. В 1334 году, после смерти Кастракани, замок вернулся в собственность маркизов Маласпина, потомки которых владеют замком и по сей день.
О Фосдиново сложилось две легенды. Согласно одной, замок посещал Данте Алигьери. Другая легенда рассказывает о том, как невеста Ипполито Маласпина, маркиза Кристина Аделаида Паллавичино, заманивала в одну из палат замка влюбленных в неё мужчин, а затем сталкивала их из окна в окружающий замок ров, со дна которого торчали острые ножи.